# Smlouva v Tophane

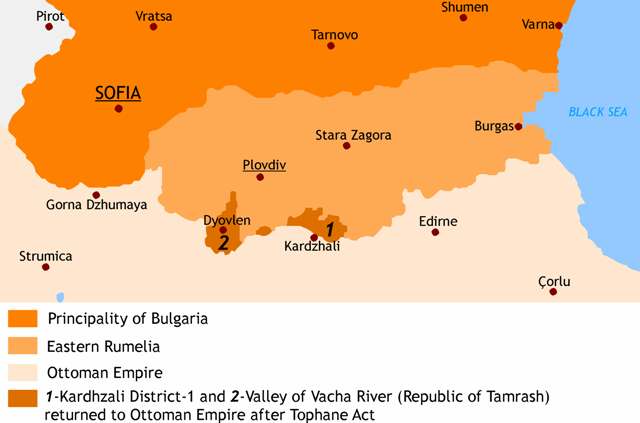

Smlouva v Tophane byla dohoda mezi Bulharským knížectvím a Osmanskou říší uzavřená dne 5. dubna 1886 na konferenci velvyslanců v Cařihradu. Smlouva řešila situaci, která vznikla po faktickém připojení Východní Rumélie k Bulharsku.

## Souvislosti
Bezprostředně po plovdivském převratu v září 1885 začala osmanská vláda přesouvat vojska k hranicím Východní Rumélie. Současně obsadila oblast okolo  Kardžali a Tamraš. Na radu některých ministrů a velvyslanců velmocí sultán Abdulhamid upustil od rozsáhlejší vojenské intervence. Snaha turecké diplomacie, aby velmoci prostřednictvím kolektivního tlaku přiměly Bulharsko obnovit předchozí stav, byla neúspěšná pro odpor Velké Británie a vítězství Bulharů v srbsko-bulharské válce. Neúspěšný byl i pokus o vyslání sultánova komisaře do Plovdivu na konci listopadu. Na základě britské iniciativy byla uzavřena v lednu 1886 dohoda mezi velkovezírem Kamilem Pašou a bulharským ministrem zahraničí Ilijou Canovem. V ní byl kníže Alexandr jmenován guvernérem Východní Rumélie na dobu pěti let, případně déle pod podmínkou, že bude opětovně jmenován sultánem. Dále bylo dohodnuto právo sultána vyslat do Bulharska vojsko v případě vnitřních nepokojů a smlouva obsahovala  ustanovení o vzájemné vojenské pomoci v případě napadení jedné z obou stran. Turecké nároky Burgas byly odmítnuty, ale oblast okolo Kardžali a Tamraš zůstaly pod přímou osmanskou vládou.

## Smlouva
Při příležitosti konference velvyslanců velmocí, která se konala v březnu 1886 v cařihradské čtvrti Tophane (nyní městská část Beyoğlu), se projednávala i smlouva mezi Bulharskem a Osmanskou říší uzavřená v lednu onoho roku. Na doporučení velvyslanců byla smlouva revidována podle článku 17 Berlínské konference tak, že guvernérem Východní Rumélie bude sultánem jmenován výhradně bulharský kníže, aniž by byl Alexandr výslovně uveden, což bylo podmínkou Ruska. Dále bylo zrušeno právo sultána vojensky intervenovat v Bulharsku a rovněž byl zrušen článek o vzájemné vojenské pomoci. Bylo potvrzeno, že jako kompenzaci obdrží Osmanská říše oblast kolem Kardžali a Tamraš o celkové ploše 1 640 km². Ustanovilo se příslušně upravit ústavu Východní Rumélie ve čtyřměsíční lhůtě.
Za osmanskou říši byla smlouva podepsána velkovezírem Kamilem Pašou a bulharským ministrem zahraničí Ilijou Canovem a velvyslanci velmocí (Francie, Itálie, Německo, Rakousko-Uhersko, Rusko, Velká Británie). Bulharská vláda schválila smlouvu prakticky okamžitě. Tím došlo de jure ke sjednocení Bulharska formou personální unie a jeho území se rozrostlo na 94 345 km².

## Dohry
Kníže Alexandr Batenberg byl v dubnu jmenován osmanským sultánem jako guvernér východní Rumélie. Podmínky, za kterých ke sjednocení Bulharska došlo, využila proruská opozice vedená Vasilem  Radoslavovem v létě roku 1886 k destabilizaci knížectví zejména kritikou vlády za územní ústupky a formálně nezměněný status Východní Rumélie. Zřízení komise pro revizi ústavy Východní Rumélie vedlo k dalšímu oslabení autority knížete Alexandra a ve svém důsledku i pokusu o státní převrat v srpnu onoho roku.
Bulharsko později znovu získalo země ztracené v této smlouvě po vítězství v první balkánské válce (1912-13).